# Canon (Georgia)
Canon – miasto w Stanach Zjednoczonych, w stanie Georgia, w hrabstwie Franklin.